# 竹若敬三

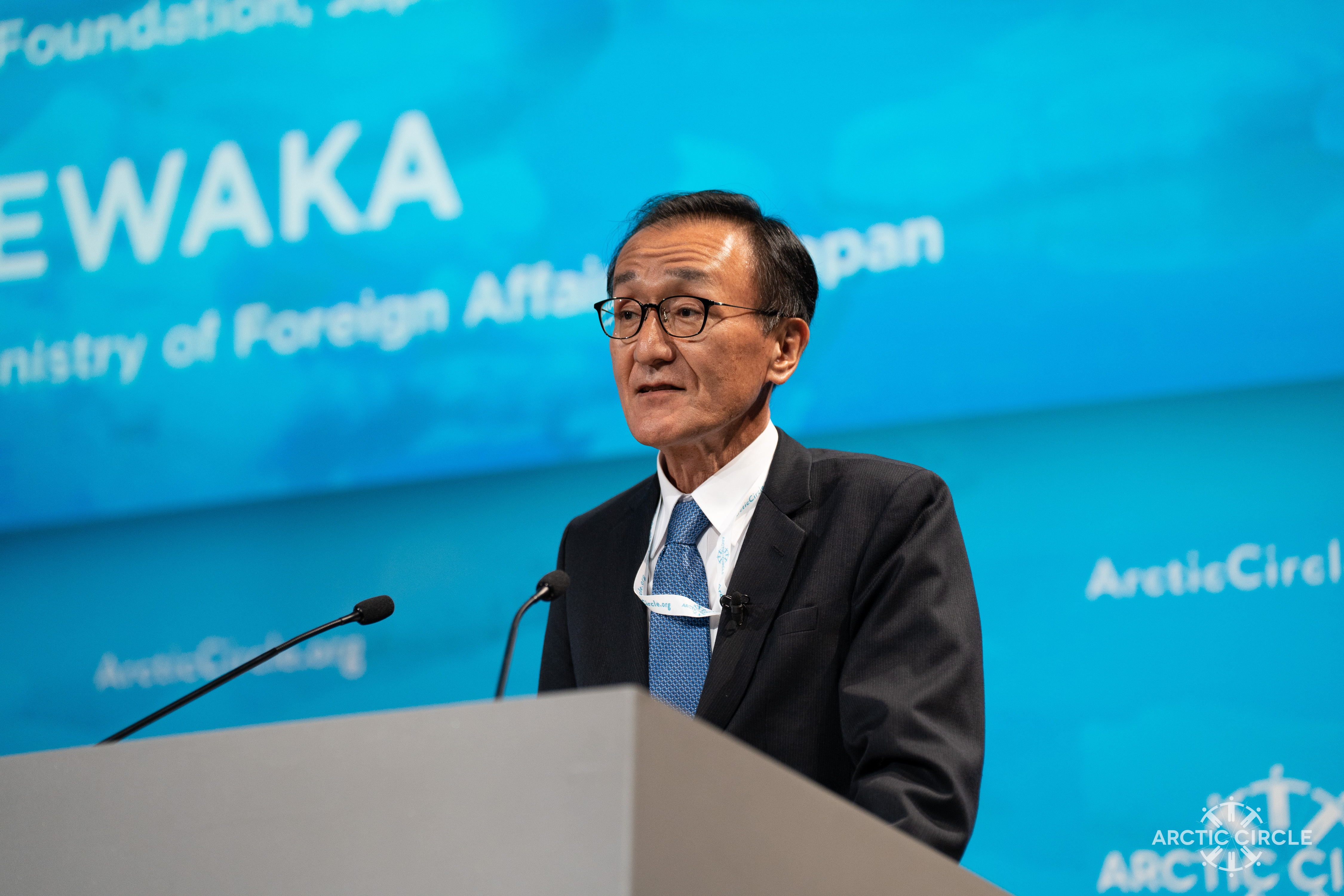
北極担当大使として第9回北極サークル総会に出席し、スピーチする竹若敬三（2022年10月）

竹若 敬三（たけわか けいぞう　1960年（昭和35年）12月21日 - ）は、日本の外交官。

## 人物
福岡県福岡市出身。福岡県立修猷館高等学校卒業。一橋大学法学部卒業。1984年外務省入省。在イタリア日本国大使館参事官、在インド日本国大使館経済公使、在フィリピン日本国大使館政務公使、在フィリピン日本国大使館総領事兼次席公使等を経て、2014年ミンダナオ平和構築特別代表。2015年外務省国際協力局審議官、NGO担当大使、世界エイズ・結核・マラリア対策基金理事。2016年シドニー総領事。2019年駐ラオス特命全権大使。2021年北極担当大使。2022年特命全権大使（北極担当兼国際貿易・経済担当）。2024年駐アイスランド特命全権大使。

## 略歴
- 昭和59年4月　外務省入省
- 平成13年1月　大臣官房総務課企画官
- 平成13年5月　アジア大洋州局北東アジア課企画官兼アジア大洋州局北東アジア課日韓経済調整室長
- 平成15年4月　国際情報局分析第二課長
- 平成16年8月　経済局経済安全保障課長、内閣官房内閣参事官（内閣官房副長官補付）兼内閣官房大陸棚調査対策室参事官
- 平成17年10月　在イタリア日本国大使館（イタリア語版）参事官兼在アルバニア日本国大使館兼在サンマリノ日本国大使館兼在マルタ日本国大使館
- 平成17年11月　国際連合食糧農業機関総会日本政府代表代理
- 平成19年10月　在インド日本国大使館参事官
- 平成22年1月　在インド日本国大使館公使（経済）
- 平成23年7月　在フィリピン日本国大使館公使（政務）
- 平成24年9月　在フィリピン日本国大使館公使（次席）兼総領事
- 平成25年10月　依願退官、国際協力機構総務部長（平成26年ミンダナオ平和構築特別代表）
- 平成27年10月　大臣官房審議官兼国際協力局（地球規模課題担当）、NGO担当大使、世界エイズ・結核・マラリア対策基金理事
- 平成28年9月　在シドニー日本国総領事館総領事
- 令和元年7月　特命全権大使ラオス国駐箚
- 令和3年12月　特命全権大使（北極担当）
- 令和4年11月　特命全権大使（北極担当兼国際貿易・経済担当）、自由貿易・経済連携協定交渉日本政府代表
- 令和6年11月　特命全権大使アイスランド国駐箚

## 同期
- 有吉勝秀（23年コスタリカ大使・20年エルサルバドル大使）
- 礒正人（22年クロアチア大使・18年デュッセルドルフ総領事）
- 伊藤康一（24年ギリシャ大使・20年ニュージーランド大使）
- 伊藤直樹（24年ベトナム大使・19年バングラデシュ大使・17年シカゴ総領事）
- 今村朗（23年セルビア大使・20年ジョージア大使・23年セルビア大使）
- 岩井文男（20年サウジアラビア大使・15年イラク大使）
- 大森茂（17年セネガル大使・15年法務省名古屋入国管理局長）
- 岡田隆（20年アフガニスタン大使）
- 岡庭健（24年アラブ首長国連邦大使・21年ケニア大使）
- 菊田豊（21年ネパール大使・18年ナイジェリア大使）
- 下川眞樹太（22年フランス、アンドラ大使・19年ベルギー大使・17年大臣官房長・16年国際文化交流審議官）
- 杉山明（24年ノルウェー大使・21年特命全権大使（国際テロ対策・組織犯罪対策協力担当）・18年スリランカ大使・17年儀典長・15年内閣審議官・13年山形県警察本部長）
- 鈴木哲（19年インド大使・17年総合外交政策局長・16年国際情報統括官）
- 千葉明（22年バチカン大使、19年ASEAN大使・16年ロサンゼルス総領事）
- 梨田和也（19年タイ大使・17年国際協力局長）
- 藤山美典（22年スイス兼リヒテンシュタイン大使）
- 藤原直（21年エディンバラ総領事）
- 正木靖（23年インドネシア大使・20年EU大使・17年欧州局長）
- 森下敬一郎（21年エクアドル大使・17年コロンビア大使）
- 山上信吾（20年オーストラリア大使・18年経済局長・17年国際情報統括官）
- 山田洋一郎（22年モルドバ大使・20年立命館アジア太平洋大学アジア太平洋学部教授（出向）・17年シアトル総領事）
- 山野内勘二（22年カナダ大使・18年ニューヨーク総領事・16年経済局長）